# Eberhard der Taube von Gemmingen
Eberhard von Gemmingen, der Taube († 25. Mai 1479 in Gemmingen) war der letzte gemeinsame Stammvater des Stamms B (Hornberg) der Freiherren von Gemmingen. Er erscheint mehrfach im Gefolge des Pfalzgrafen Friedrich I., war pfälzischer Vogt in Germersheim und vereinte umfangreichen Besitz in Gemmingen, Stebbach, Ittlingen, Widdern, Sulzfeld, Schwaigern und anderen Orten auf sich. Sein Einsatz für die Pfalz und der seiner Söhne führten zu einem großen Bedeutungsgewinn für die Familie. Über die Verteilung seines Besitzes gab es Streit unter seinen Söhnen, da Eberhard und Hans ihrem vormals in geistlichem Stand befindlichen Bruder Reinhard keinen Anteil zugestehen wollten. Reinhard starb kinderlos, unter den Nachkommen von Eberhard und Hans teilte sich der Stamm Hornberg in die bis heute bestehende und weiter verzweigte Linie Bürg und die 1613 ausgestorbene Linie Michelfeld.

## Leben
Er war ein Sohn von Eberhard d. J. von Gemmingen aus dessen zweiter Ehe mit Els von Zwingenberg († 1455). Der Vater war wohl früh verstorben, da 1426 Eberhards Onkel Gerhard d. J. († 1428) speyerische Lehen im Namen Eberhards in Empfang nahm. 1430 hat Eberhard wohl geheiratet und trat in die Gesellschaft mit dem Esel ein. 1438 verwarf er in einer Streitsache gegen Seifrit von Gosheim den vorgeschlagenen Vermittler und erklärte von Gosheim zum Feind. 1439 erhielt er vom Speyrer Bischof Reinhard ein Sechstel am großen und kleinen Frucht- und Weinzehnten sowie weiteren Besitz in Sulzfeld zu Lehen. 1440 unterstützte er die Grafen von Lupfen bei ihrem Zug gegen Hegau und Cleggau. 1443 lieh er dem Reichserbkämmerer Konrad IX. von Weinsberg und dem Grafen Kraft von Hohenlohe 2300 Gulden. Als Pfand wurde eine Truhe mit Kleinoden und Gold- und Silbergeschirr beim Deutschmeister auf Horneck deponiert, die bei Nichterfüllung an Eberhard fallen solle. 1446 nahm er als hohenlohischer Lehensmann am Manngericht des Grafen Kraft von Hohenlohe in Öhringen teil. 1449 übergab er mit seiner Gattin einige Gülten zu Bretzfeld und Scheppach dem Kloster Lichtenstern zur Ausstattung seiner Töchter Elisabeth und Margaretha. 
1451 wurde er mit Harnisch und Knecht von Friedrich von der Pfalz auf Schloss Weinsberg bestellt. 1452 gehörte Eberhard zu denjenigen Rittern, die die Adoption des Prinzen Philipp durch Pfalzgraf Friedrich unterstützten. 1453 schlichtete der Pfalzgraf in einer auch Eberhard betreffenden Streitsache wegen Besitzanteilen in Bürg. Nach der Heirat seiner zwei Söhne Eberhard und Hans um 1455/57 sagte er zu, dass die restlichen Söhne in den geistlichen Stand treten würden. 1460 nahm er mit Eberhard und Hans und zehn Pferden auf Seiten des Kurfürsten Friedrich an der Schlacht bei Pfeddersheim teil. 1461 erhielt er speyrische Lehen von Bischof Johann. 1462 wird er anlässlich einer Fehde als pfälzischer Hauptmann in Eppingen genannt. Sohn Hans nahm im selben Jahr auf pfälzischer Seite in der Schlacht bei Seckenheim den württembergischen Herzog Ulrich V. gefangen. Der damalige Einsatz der Familie für die Pfalz hob ihren Besitz und Einfluss, da sie in der Folgezeit vermehrt Lehen der Pfalz erhielten und hohe Ämter am pfälzischen Hof und bei anderen Fürsten bekleideten. Eberhards Enkel Uriel von Gemmingen (1468–1523), Sohn von Hans, wurde 1508 Erzbischof von Mainz und Erzkanzler des Reichs.
1466 verkauften Eberhard und seine Gattin drei Höfe in Sulzfeld und ein Achtel des Zehnten in Schwaigern an den Sohn Eberhard. 1466 führte er eine Verhandlung gegen den Domherrn Raban von Liebenstein vor dem Gericht in Rottweil, wofür der Kurfürst und Erzbischof Adolf von Mainz die Stadt Rottweil um Beistand für Eberhard baten. Der Inhalt der Verhandlung ist heute nicht mehr bekannt. Im selben und nachfolgenden Jahr tätigte er verschiedene Gütergeschäfte, unter anderem erwarb er die vormaligen Sulzfelder Lehen und hat dafür seinen Teil an Schloss und Gütern zu Gemmingen in Lehen gewandelt. 1467 erwarb er ein Viertel an Schloss Hornberg. 1471 lag er mit den Söhnen Hans und Reinhard vor Wachenheim. Im selben Jahr ritt er nach Nürnberg, um den Kaiser zu treffen. Da dieser jedoch Nürnberg bereits verlassen hatte, folgte er ihm nach Wien. Er war mehrere Wochen unterwegs. 
Er teilte schon zu Lebzeiten seinen Besitz unter seinen Söhnen Hans und Eberhard zur Absicherung von deren Familien auf, so dass ihm nur ein Drittel an Gemmingen und die Hälfte von Ittlingen blieb. Diese Entscheidung führte letztlich zu Geldnot, so dass bereits 1472 Eberhards Schwager Ludwig von Sickingen als Vermittler zwischen Vater und Söhnen auftreten musste. Die Aufteilung des väterlichen Besitzes blieb jedoch weiter umstritten, da der jüngere Sohn Reinhard den ihm zugedachten geistlichen Stand verlassen hatte und nun auch einen Anteil einforderte. 1479 erfolgte ein Schlichterspruch des Kurfürsten Philipp, der entschied, dass Eberhards Besitz zu gleichen Teilen unter den Söhnen Hans, Eberhard und Reinhard aufzuteilen sei. Die Eltern sollten sich danach zur Versorgung an einen der Söhne wenden. Eberhard von Gemmingen starb 1479 vermutlich in Gemmingen, wo er begraben wurde. Seine Witwe ist 1486 bei Sohn Hans in Germersheim gestorben und wurde dort bestattet. Das Erbe des Vaters gab auch über dessen Tod hinaus weiteren Anlass zu Streitigkeiten unter den Söhnen.
Sein Beiname der Taube rührt daher, dass er die letzten Lebensjahre offensichtlich taub war. Er dient vor allem zur Unterscheidung von einem ebenfalls 1479 verstorbenen Eberhard von Gemmingen, Sohn des Ravan von Gemmingen, aus dem Ast der Velscher. Alternativ nennt man Eberhard den Tauben auch Eberhard aus der Stebbacher Linie.

## Familie
Er war mit Barbara von Neipperg († 24. Dezember 1486) verheiratet, die das Achtel vom Zehnten in Schwaigern sowie Besitz in Widdern mit in die Ehe brachte. Das Paar hatte insgesamt 23 Kinder, von denen etwa die Hälfte jung verstarb.
Nachkommen:
- Eberhard († 1501) ⚭ Elisabeth von Höhenried († 1490), Magdalena von Adelsheim († 1516), Stammvater der Linie Neckarzimmern/Bürg
- Hans der Kecke (1431–1487) ⚭ Brigida von Neuenstein, Stammvater der Linie Michelfeld
- Dieter, Konventsbruder in Hirsau
- Walther († 1501), Abt in Selz
- Schweikard († 1510), Konventsbruder in Odenheim
- Peter († 1483), Sexpraebendarius in Wimpfen
- Weiprecht († nach 1483), Kanonikus in Wimpfen
- Els, Nonne in Lichtenstern
- Margaretha, Nonne in Lichtenstern
- Regisuintha, Nonne in Lichtenstern
- Reinhard († 1483), war 1452 Kanonikus in Mainz, verließ den geistlichen Stand aber wieder